# Zlatan Muslimović
Zlatan Muslimović (ur. 6 marca 1982 w Banja Luce) – bośniacki piłkarz, występujący na pozycji napastnika.

## Wczesna kariera
Jako nastolatek Muslimović występował w szwedzkich zespołach Habo IF i Husqvarna FF. W latach 1998–1999 występował w IFK Göteborg przed przyjazdem do Włoch w 2000 roku.

## Liga włoska
Pierwszy profesjonalny kontrakt podpisał z Udinese Calcio. W sezonie 2004/2005 został królem strzelców Serie C1/A z 15 golami w 32 meczach i przyczynił się do awansu Rimini do awansu do Serie B. W sezonie 2006/2007 był wypożyczony do pierwszoligowej Parmy. W lecie 2007 po okresie wypożyczań podpisał kontrakt z drużyną Serie A Atalantą BC. Nie zagrzał tam długo miejsca i odszedł z powodu braku gry u trenera Luigiego Delneri.

## PAOK Saloniki
22 lipca 2008 Muslimović podpisał trzyletnią umowę z greckim zespołem PAOK FC. Zawodnik był bardzo podekscytowany liczbą fanów PAOK witających go w Salonikach. Bośniak stał się ulubieńcem kibiców i w znacznym stopniu przyczynił się do zwycięstw PAOK w pierwszych grach w 2008 roku. Pierwszego gola dla PAOK zdobył w towarzyskim spotkaniu ze swoją poprzednią drużyną Udinese Calcio. Mimo to grecka drużyna przegrała 3-1. W lidze pierwsze trafienie zaliczył w spotkaniu z AEK Ateny.

## Reprezentacja narodowa
Muslimović zadebiutował w reprezentacji Bośni i Hercegowiny w towarzyskim meczu z Francją w 2006 roku. W tym spotkaniu wszedł jako zmiennik w 2 połowie meczu. Zagrał też w spotkaniach eliminacji do EURO 2008. Gole zdobywał przeciwko Malcie (2 razy, 2-5 , 1-0 ), Norwegii (1-2 ) i Turcji (3-2 ).
Zasłynął zdobyciem hat-tricka w meczu towarzyskim z Chorwacji. Jest jednym z 3 zawodników obok Elvira Bolicia i Zvjezdana Misimovicia, którzy strzelili 3 gole w meczu reprezentacji Bośni i Hercegowiny.
W eliminacjach do mundialu 2010 Muslimović zdobył 3 gole – 1 przeciwko Estonii i 2 przeciwko Armenii.